# Simulium akouense
Simulium akouense är en tvåvingeart som beskrevs av Alex Fain och Elsen 1973. Simulium akouense ingår i släktet Simulium och familjen knott.
Artens utbredningsområde är Kamerun. Inga underarter finns listade i Catalogue of Life.